# تری پارکر
تری پارکر (به انگلیسی: Trey Parker) (زاده‌شده با نام رندولف سورن پارکر سوم؛ ۱۹ اکتبر ۱۹۶۹) بازیگر آمریکایی، هنرمند صدا، انیماتور، فیلم‌نامه‌نویس، کارگردان، تهیه‌کننده و آهنگساز است، که بیشتر به خاطر ساخت سریال ساوت پارک به همراه دوستش مت استون شناخته شده‌است.
پارکر به همراه شریک خلاقیت خود مت استون، تئاتر موزیکال کتاب مورمون (The Book of Mormon) را نوشته و کارگردانی کردند که چندین جایزه امی در سال ۲۰۱۱ دریافت کرد.
پارکر فعالیت حرفه‌ای خود را در سال ۱۹۹۲ با ساخت یک برنامه کوتاه برای تعطیلات به نام عیسی در مقابل یخی (Jesus vs. Frosty) آغاز کرد. اولین موفقیت او از ساخت موزیکال کانیبال (Cannibal! The Musical) حاصل شد. از آنجا به بعد، او برنامه کوتاه دیگری با عنوان عیسی علیه سانتا را ساخت، که در نهایت به شروع ساوت پارک در ۱۹۹۷ به همراه دوست دوران کالج‌اش مت استون انجامید. او برای نقش‌اش در ساوت پارک، چهار جایزه امی، برای «برنامه‌ریزی برجسته در بیش از یک ساعت» و «برنامه‌ریزی برجسته در کمتر از یک ساعت» برنده شده‌است.
او در فیلم بیس‌کتبال بازی کرده‌است.